# Bakkersdozijn

Dertien stuks op een rechthoekige bakplaat (verhouding lengte : breedte ~ 3 : 2)

Dertien stuks op een rechthoekige bakplaat (verhouding lengte : breedte ~ 11 : 6)

Een bakkersdozijn of duivelsdozijn (in Zeeuws-Vlaanderen) telt dertien stuks.
Het woord verwijst naar het (voormalige) gebruik bij bakkers om dertien exemplaren (gebakjes, broodjes, beschuiten) te bakken in plaats van twaalf (een dozijn), met als bijgedachte dat als er eentje mislukt, men er altijd nog twaalf kan verkopen (en als de dertiende lukt is dat mooi meegenomen).
Omdat er straf stond op het verkopen van ondergewicht bij brood, was men met een broodje meer aan de veilige kant.
Feitelijk heeft het ermee te maken dat dertien het grootste aantal exemplaren op een bakplaat is met zo weinig mogelijk tussenruimte.